# HK Ilidža 2010
Der Hokej Klub Ilidža 2010 ist ein Eishockeyclub aus Ilidža, einer Gemeinde im Kanton Sarajevo in Bosnien und Herzegowina. Der Verein wurde im Jahre 2002 gegründet und spielt in der Bosnisch-herzegowinischen Eishockeyliga. Wie alle anderen Mannschaften in Bosnien und Herzegowina trägt der Verein seine Spiele in der Olympiahalle Zetra, in Sarajevo aus.

## Geschichte
Der Verein wurde in seiner ersten Spielzeit zweiter der Bosnisch-herzegowinischen Eishockeyliga 2002/03. Aufgrund des Bosnienkrieges gab es nach dieser Saison bis 2009 keine weiteren Meisterschaften. Eine Mannschaft aus Ilidža nahm aber erst zur Saison 2010/11 wieder teil.
Obwohl der HK Ilidža die Saison auf dem letzten Platz abschloss, konnte er sich im Pokalwettbewerb, dem Kup Jaroslav Jandourek sowohl gegen den HK Alfa als auch den späteren Meister HK Bosna durchsetzen und gewann den Pokal.
Mit Beginn der Saison 2011/12 gab sich der Club den Beinamen Ajkule (dt. „Haie“) und änderte deshalb auch sein Logo. In dieser Spielzeit konnte er auch seinen ersten Meistertitel gewinnen.